# Graben (Familienname)
Graben ist ein deutscher Familienname

## Namensträger
- Anna von Graben († 1564), Herrin von Schloss Kornberg
- Andrä von Graben († 1556), steirischer Edelmann und Herr von Kornberg und Marburg
- Andree von Graben († um 1521), steirischer Ritter sowie Herr von Kornberg und Graben
- Andreas von Graben zu Sommeregg († 1463), kärntnerischer Edelmann, Verwalter und Militär
- Andreas II. von Graben († 1560), Lienzer Ritter und Landrichter
- Christof David von Graben zum Stein († 1664), tirolerischer Edelmann, Herr zu Stein
- Conrad vom Graben, Stammherr des Geschlechts der Herren von Graben
- Cosmas von Graben († 1479), Burggraf von Sannegg
- Ernst von Graben († 1513), kärntnerischer Edelmann
- Friedrich I. von Graben († vor 1406), steirischer Edelmann
- Friedrich II. von Graben († vor 1463), Ratsherr und Burggraf von Riegersburg
- Gustav Graben-Hoffmann (1820–1900), deutscher Komponist und Sänger
- Hans von Graben zum Stein, Herr zu Stein und Stadtrichter zu Lienz
- Johan beym Graben (1561–1623), deutscher  Schultheiß und Gräfe
- Konrad I. vom Graben (13. Jh.–1307), Edelmann in Graz
- Konrad II. vom Graben (auch Konrad II. ab dem Graben; † vor 1356), krainisch-steirischer Edelmann
- Lukas von Graben zum Stein, görzischer Militär
- Otto I. von Graben († vor 1360), Herr von Kornberg
- Otto von Graben zum Stein (um 1690–1756), tirolerisch-deutscher Schriftsteller
- Reinprecht II. vom Graben (auch Reinprecht II. ab dem Graben; † vor 1356), steirischer Edelmann
- Reinprecht III. vom Graben (auch Reinprecht III. ab dem Graben; † vor 1413), steirischer Edelmann und Burggraf
- Reinprecht IV. vom Graben (auch Reinprecht IV. ab dem Graben; vor 1396–nach 1468), steirischer Edelmann und Burggraf
- Reinprecht V. von Graben (vor 1456–nach 1493), österreichischer Edelmann, Kämmerer, Burggraf und Heerführer
- Rosina von Graben von Rain († 1534), Burggräfin von Sommeregg
- Ulrich I. von Graben († vor 1325), Ritter, Stammherr der Linie Graben-Kornberg
- Ulrich II. von Graben (vor 1300–nach 1361), Burggraf von Hohenwang, Gleichenberg und Rothenfels
- Ulrich III. von Graben (1415–1486), Landeshauptmann der Steiermark, Burggraf von Marburg und Graz
- Virgil von Graben (auch Virgil vom Graben; † 1507), Edelmann und Amtsmann der Grafschaft Görz
- Walther vom Graben († vor 1331), steiermärkischer Edelmann
- Wilhelm von Graben († 1523), Herr zu Saldenhofen und Pfleger auf Neuberg
- Wolfgang von Graben († 1521), österreichische Verwaltungsperson und Militär
- Wolfgang Andreas von Graben, kärntnerischer Edelmann und Offizier